# Nepřejov (Nadějkov)
Nepřejov (německy Nepschejow) je osada, část obce Nadějkov v okrese Tábor v Jihočeském kraji. Nachází se asi dva kilometry východně od Nadějkova. Je zde evidováno 5 adres. V roce 2011 zde trvale žilo osm obyvatel.
Nepřejov leží v katastrálním území Starcova Lhota o výměře 6,06 km².

## Historie
První písemná zmínka o vesnici pochází z roku 1654.

## Obyvatelstvo
| Rok            | 1869 | 1880 | 1890 | 1900 | 1910 | 1921 | 1930 | 1950 | 1961 | 1970 | 1980 | 1991 | 2001 | 2011 | 2021 |
| -------------- | ---- | ---- | ---- | ---- | ---- | ---- | ---- | ---- | ---- | ---- | ---- | ---- | ---- | ---- | ---- |
| Počet obyvatel | 35   | 30   | 38   | 30   | 25   | 34   | 31   | 20   | 22   | 11   | 11   | 13   | 11   | 8    | 7    |
| Počet domů     | 5    | 5    | 5    | 5    | 5    | 5    | 5    | 5    | 5    | 4    | 4    | 5    | 4    | 5    | 3    |

## Obecní správa
Při sčítání lidu v letech 1850–1879 Nepřejov byl osadou obce Nadějkov v okrese Sedlčany. V letech 1880–1963 byl osadou obce Starcova Lhota, se kterým patřil nejprve do okresu Sedlčany, ale v roce 1950 v okrese Milevsko. Od roku 1964 je opět částí obce Nadějkov v okrese Písek, ale od 24. listopadu 1990 v okrese Tábor.

## Galerie

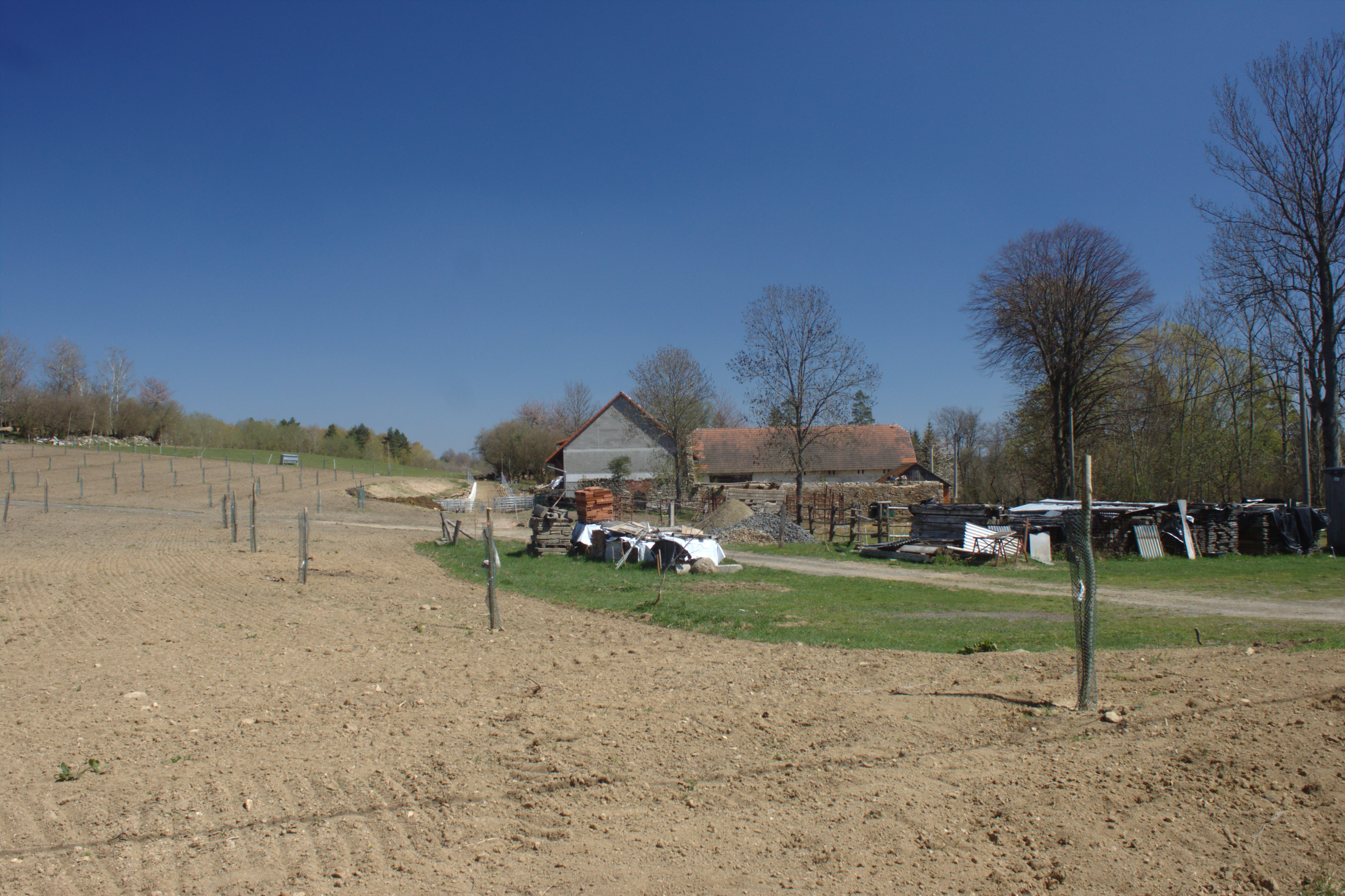
Stavení
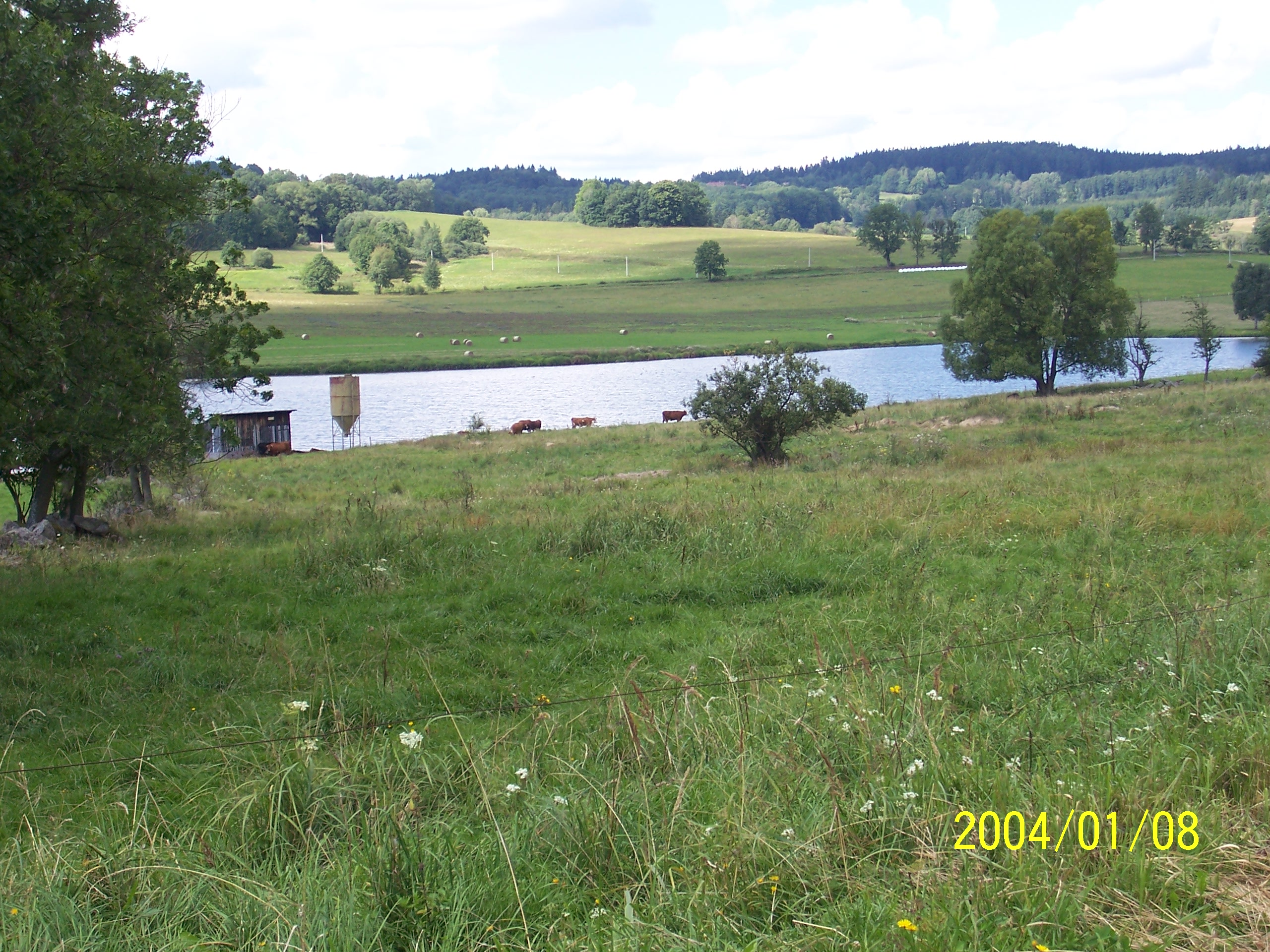
Rybník
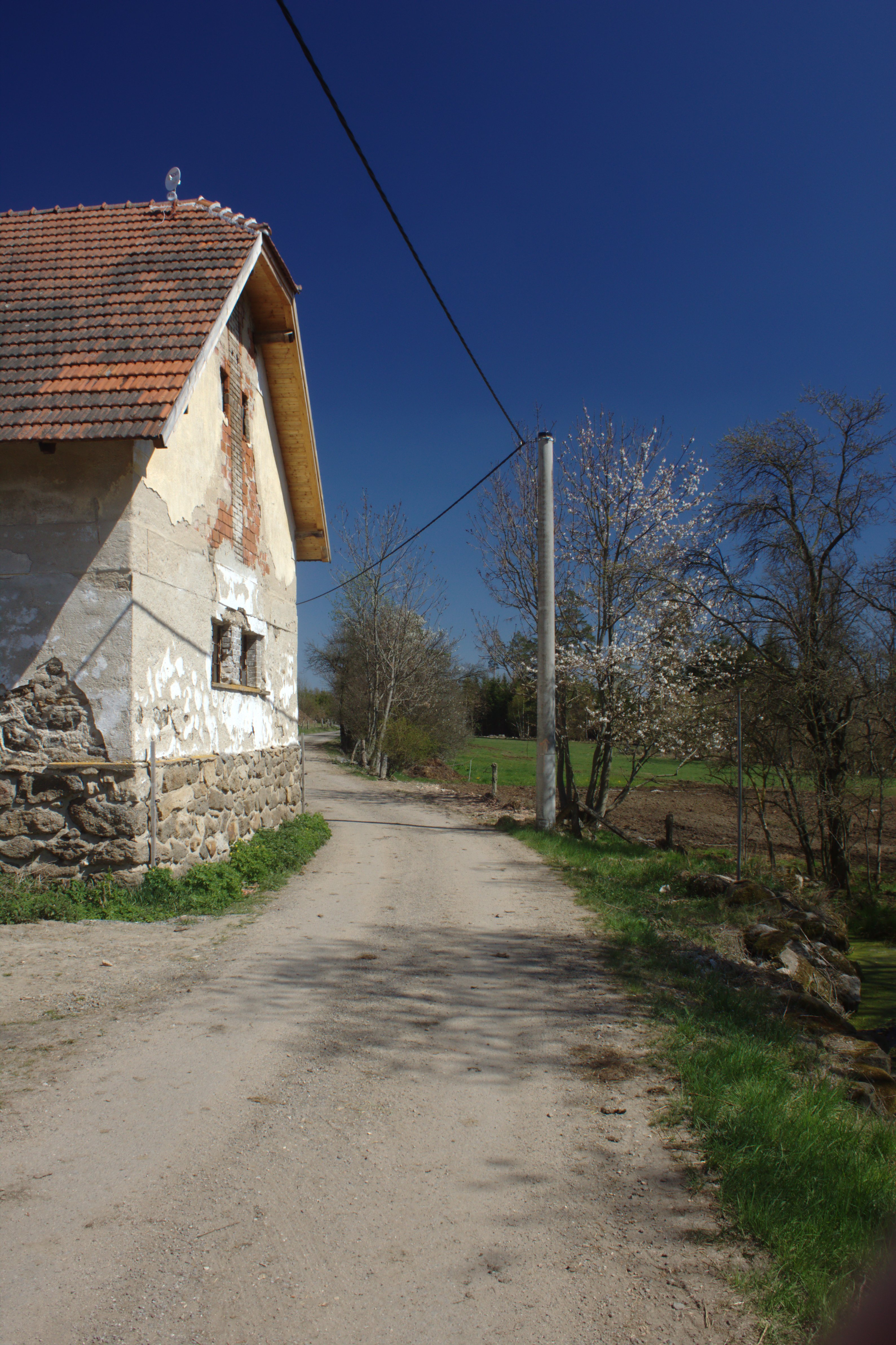
Budova